# Nati nel 1366
| Questa pagina contiene informazioni ricavate automaticamente dalle voci biografiche con l'ausilio del template Bio e di un bot. L'aggiornamento è periodico e automatico e ricostruisce completamente la pagina. Se manca una persona in questa lista, sei pregato di non aggiungerla, ma accertati piuttosto che la sua voce biografica contenga il template Bio e che i dati anagrafici siano correttamente compilati. Se il template Bio manca, inseriscilo tu stesso o, in alternativa, metti l'avviso {{tmp\|Bio}} che ne segnala la mancanza. Se i dati riportati sono sbagliati, correggi direttamente la voce biografica; le modifiche saranno visibili in questa lista entro pochi giorni. Per chiarimenti vedi il progetto biografie. La lista contiene solo le 13 persone che sono citate nell'enciclopedia e per le quali è stato implementato correttamente il template Bio. Pagina aggiornata al 10 ago 2025. |

- 31 marzo - Pietro di Navarra, principe († 1412)
- 11 maggio - Anna di Boemia, nobile cecoslovacca († 1394)
- 8 luglio - Elizabeth FitzAlan, nobile inglese († 1425)
- Antonio da Scandiano, militare italiano († 1391)
- Andrea da Escobar, vescovo cattolico e teologo portoghese († 1450)
- Francesco I Gonzaga, condottiero italiano († 1407)
- Abd al-Karim al-Jili, mistico iraniano († 1403)
- Konrad Kyeser, ingegnere militare tedesco
- Jelena Lazarević, principessa serba († 1443)
- Paola Bianca Malatesta, nobildonna italiana († 1398)
- Marie de Coucy, nobile († 1405)
- Miran Shah, mongolo († 1408)
- Maddalena Visconti, nobile († 1404)